# いわき市考古資料館
いわき市考古資料館（いわきしこうこしりょうかん）は、福島県いわき市にある資料館である。

## 概要
1997年開館。財団法人いわき市教育文化事業団が運営。いわき市の遺跡で発掘された古墳時代や旧石器時代～江戸時代の遺構や遺物の常設展示を行っている。企画展としてはいわき市関連に限らず様々なテーマの展示を定期的に開催していて、その他の体験学習や講座なども実施している。

## 常設展示
第1展示室
- 古墳時代の遺構・遺物の展示。国の史跡「中田横穴」の出土品（福島県指定重要文化財）からの出土品が中心。

第2展示室
- 旧石器時代から江戸時代までの遺構・遺物の展示。

整理室
- 出土品の整理作業を見学できる。

## 利用案内
開館時間
- 午前9時 - 午後5時（入館は午後4時30分まで）

入館料
- 無料

休館日
- 毎月第3火曜日（祝祭日の場合は翌日）、1月1日

## アクセス
路線バス
- JR常磐線湯本駅から新常磐交通路線バス、「いわきFCパーク」バス停下車後徒歩約5分

車
- 常磐自動車道いわき湯本ICより約5分

## 参考・外部リンク
- いわき市考古資料館
- 考古資料館|いわき市